# コーネリアス・ジョン・ライトホール・ベーツ
コーネリアス・ジョン・ライトホール・ベーツ （Cornelius John Lighthall Bates、1877年5月26日 - 1963年12月23日）は、カナダの宣教師。
関西学院第4代院長（1920年から1940年）。関西学院大学初代学長を歴任した。1912年に、商学部の初代学部長であった時に、"Mastery for Service"という関西学院のスクール・モットーを提唱した。

## 来歴

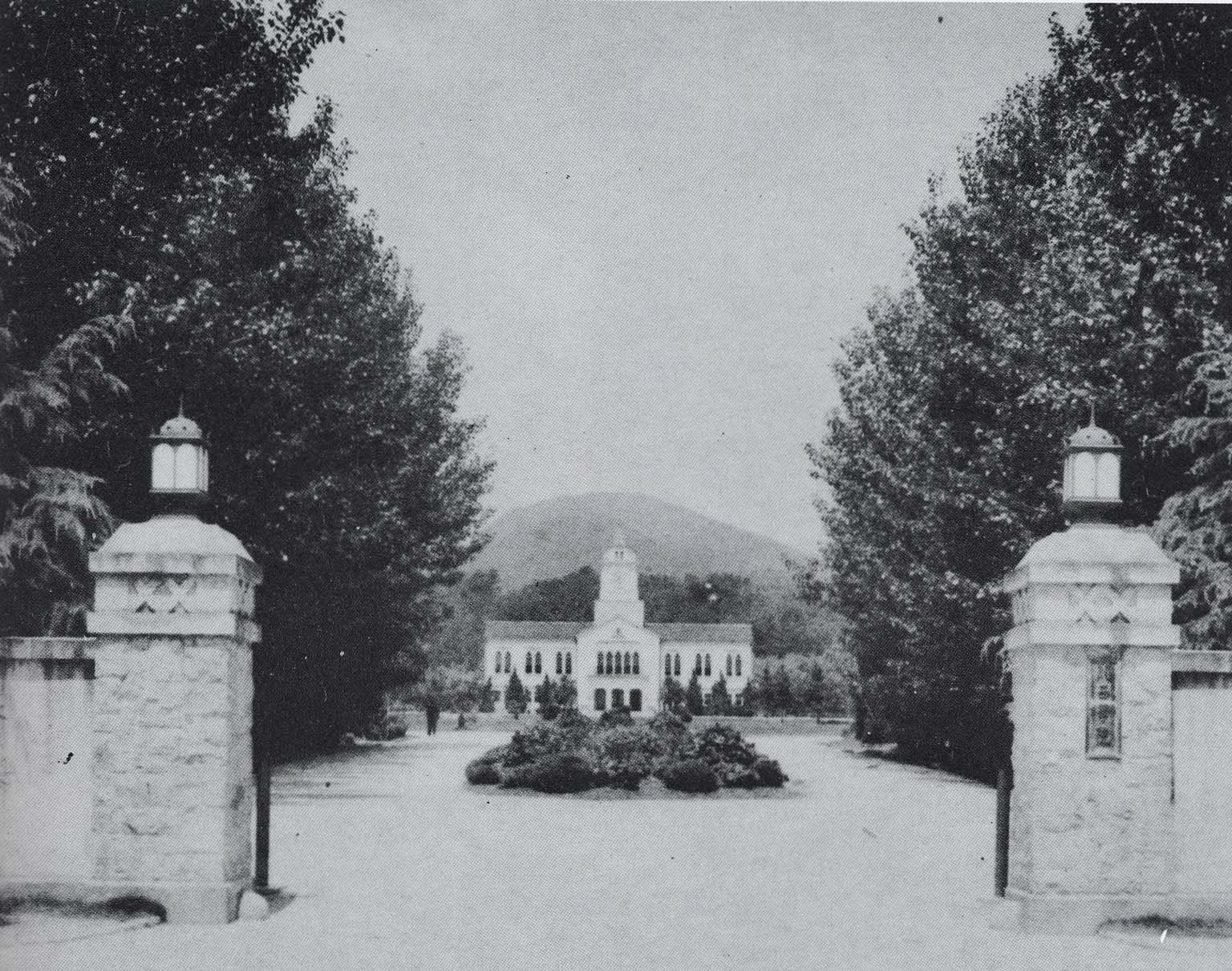
関西学院大学

カナダ・オンタリオ州ロリニャル（L'Orignal）出身。マギル大学、クイーンズ大学を経て、モントリオールのウエスレアン神学校に進む。関西学院は当初、アメリカ南メソヂスト監督教会単独での経営であった。その後、カナダ・日本両メソジスト教会との3者共同経営に変わったのを受けて、カナダを代表する形で、1910年（明治43年）に赴任した。
商学部の初代学部長であった1912年（明治45年/大正元年）に、"Mastery for Service"という関西学院のスクール・モットーを提唱した。その後、院長、初代学長を歴任した。在任中に、関西学院の上ケ原移転や大学昇格の事業を推進した。太平洋戦争勃発直前の1940年（昭和15年）12月、やむなく辞任する。別れに際し、後事を託す数人の教え子、教職員を部屋に招き、ともに祈り、学院のすべての友に宛てて、”Keep This Holy Fire Burning”「この聖なる火を絶やさないように」というメッセージを残した。